# Presunto innocente
Presunto innocente (Presumed Innocent) è un film del 1990 diretto da Alan J. Pakula, interpretato da Harrison Ford. È tratto dal romanzo omonimo di Scott Turow.

## Trama
Rozat "Rusty" Sabich è un pubblico ministero e il braccio destro del procuratore distrettuale Raymond Horgan. Quando la sua collega Carolyn Polhemus viene trovata violentata e uccisa nel suo appartamento, Raymond insiste affinché Rusty si occupi delle indagini. Con l'avvicinarsi dell'elezione a procuratore distrettuale, Tommy Molto, il capo ad interim della divisione omicidi, se ne va per unirsi alla campagna del rivale Nico Della Guardia. Rusty, un uomo sposato e con un figlio di dieci anni, affronta un conflitto di interessi poiché ha avuto una turbolenta relazione sessuale con Carolyn. Da allora Rusty si è riconciliato con sua moglie Barbara, ma è ancora ossessionato da Carolyn.
Il detective Harold Greer è inizialmente incaricato delle indagini sull'omicidio, ma Rusty lo sostituisce con il suo amico detective Dan Lipranzer, che convince a restringere l'indagine in modo da escludere la sua relazione con Carolyn. Horgan si arrabbia con Rusty per il suo modo di gestire il caso, ma ammette che in passato anche lui era stato romanticamente coinvolto con Carolyn. Rusty scopre presto che anche Molto sta facendo le sue indagini. Quando Della Guardia vince le elezioni, lui e Molto accusano Rusty dell'omicidio e spingono per ottenere prove contro di lui. Lipranzer viene rimosso dal caso e le indagini di Greer svelano la vicenda.
Rusty assume Sandy Stern, un importante avvocato difensore. Durante il processo si scopre che manca un bicchiere di birra che proverebbe la presenza di Rusty a casa di Carolyn. Raymond testimonia e cambia versione, sostenendo che Rusty abbia insistito per gestire le indagini. Rusty scopre che Carolyn aveva acquisito un fascicolo per un caso di corruzione che coinvolgeva un uomo di nome Leon Wells. Dopo essere stato affrontato da Rusty e Lipranzer, Wells confessa di aver pagato al giudice Lyttle $ 1.500 per far cadere le accuse contro di lui, con Carolyn che fungeva da tramite.
Il punto della difesa di Stern è che Della Guardia e Molto hanno incastrato Rusty. Durante il controinterrogatorio del medico legale, viene rivelato che Carolyn ha subito una legatura delle tube, non avendo quindi motivo di usare il contraccettivo spermicida che è stato trovato dall'autopsia. Stern afferma che l'unica spiegazione per questa discrepanza è che il campione di fluido non è stato effettivamente prelevato dal corpo di Carolyn. Sulla base della scomparsa del bicchiere di birra, della mancanza di movente e del fatto che il campione di fluido è stato reso privo di significato, il giudice Lyttle respinge le accuse. Rusty affronta Stern per aver sollevato il fascicolo di corruzione nel caso. Stern rivela che in passato Lyttle ha avuto un breve incontro sessuale con Carolyn e che lui e Raymond sapevano che Lyttle stava prendendo tangenti, e sebbene Lyttle avesse offerto le sue dimissioni, Horgan sapeva che era un giudice brillante e che meritava un'altra possibilità. Quando Lipranzer e Rusty si incontrano sul traghetto per tornare a casa, il detective tira fuori da una tasca il bicchiere di birra mancante, spiegando che non lo ha mai restituito come prova quando le indagini sono state affidate a Molto. Rusty lo getta nel fiume.
Poco tempo dopo, a casa, Rusty scopre una piccola accetta con sangue e capelli sopra. Barbara confessa la verità: lei ha ucciso Carolyn a causa della relazione con Rusty. Afferma di aver lasciato prove sufficienti affinché il marito capisse che era stata lei a commettere il crimine, ma non si aspettava che venisse accusato dell'omicidio e che, durante il processo era stata sul punto di confessare tutto. 
In una voce fuori campo con l'inquadratura sull'aula di giustizia (la stessa dell'inizio del film), Rusty spiega che l'omicidio di Carolyn Polhemus resterà un caso irrisolto, poiché processare due persone per lo stesso crimine è "un'impossibilità pratica" e non potrebbe mai togliere la madre a suo figlio, anche se fosse possibile perseguirla (in realtà tale affermazione è giuridicamente errata perché inapplicabile nel caso specifico, ovvero l'impossibilità di processare la stessa persona per lo stesso crimine, ma nel caso citato dal film, in caso di nuovo processo l'imputato sarebbe la moglie di Rusty, che potrebbe essere processata perché NON è la stessa persona che è stata assolta in primo grado , essendo una persona diversa da Rusty ad essere imputata). Rusty afferma che c'è stata una vittima e c'è una pena da scontare, il che significa che si sente in colpa, perché le sue azioni hanno provocato la morte di un essere umano e ora deve scontare la sua pena vivendo con un'omicida. 